# Slatiňany
Slatiňany (en allemand : Slatinany ou Slatinian) est une ville du district de Chrudim, dans la région de Pardubice, en République tchèque. Sa population s'élevait à 4 221 habitants en 2024.

## Géographie
Slatiňany se trouve à 4 km au sud-sud-est du centre de Chrudim, à 13 km au sud de Pardubice et à 100 km à l'est-sud-est de Prague.
La commune est limitée par Chrudim au nord, par Orel à l'est, par Lukavice, Svídnice et Licibořice au sud, et par Rabštejnská Lhota à l'ouest.

## Histoire
La première mention écrite de la localité date de 1294.

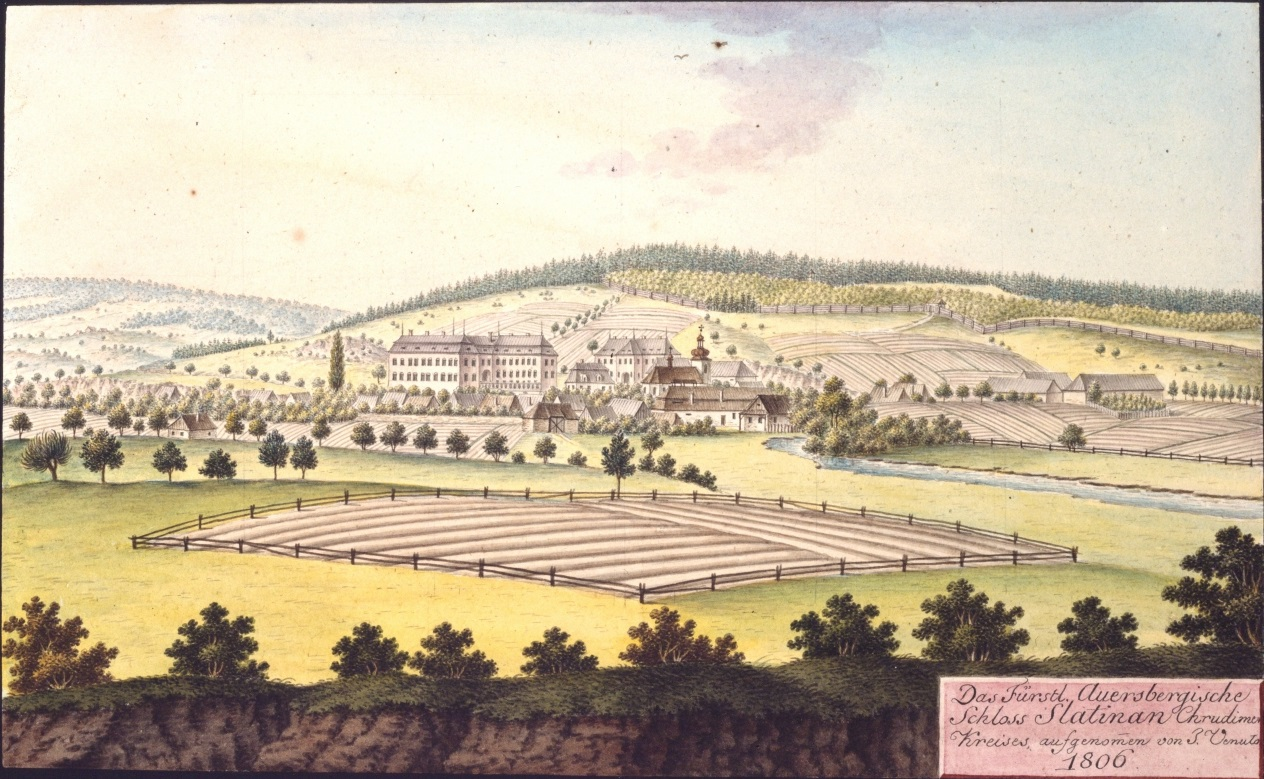
Slatiňany en 1806, par Joann Venuto.

## Administration
La commune se compose de cinq sections :
- Slatiňany
- Kochánovice
- Kunčí
- Škrovád
- Trpišov

## Galerie

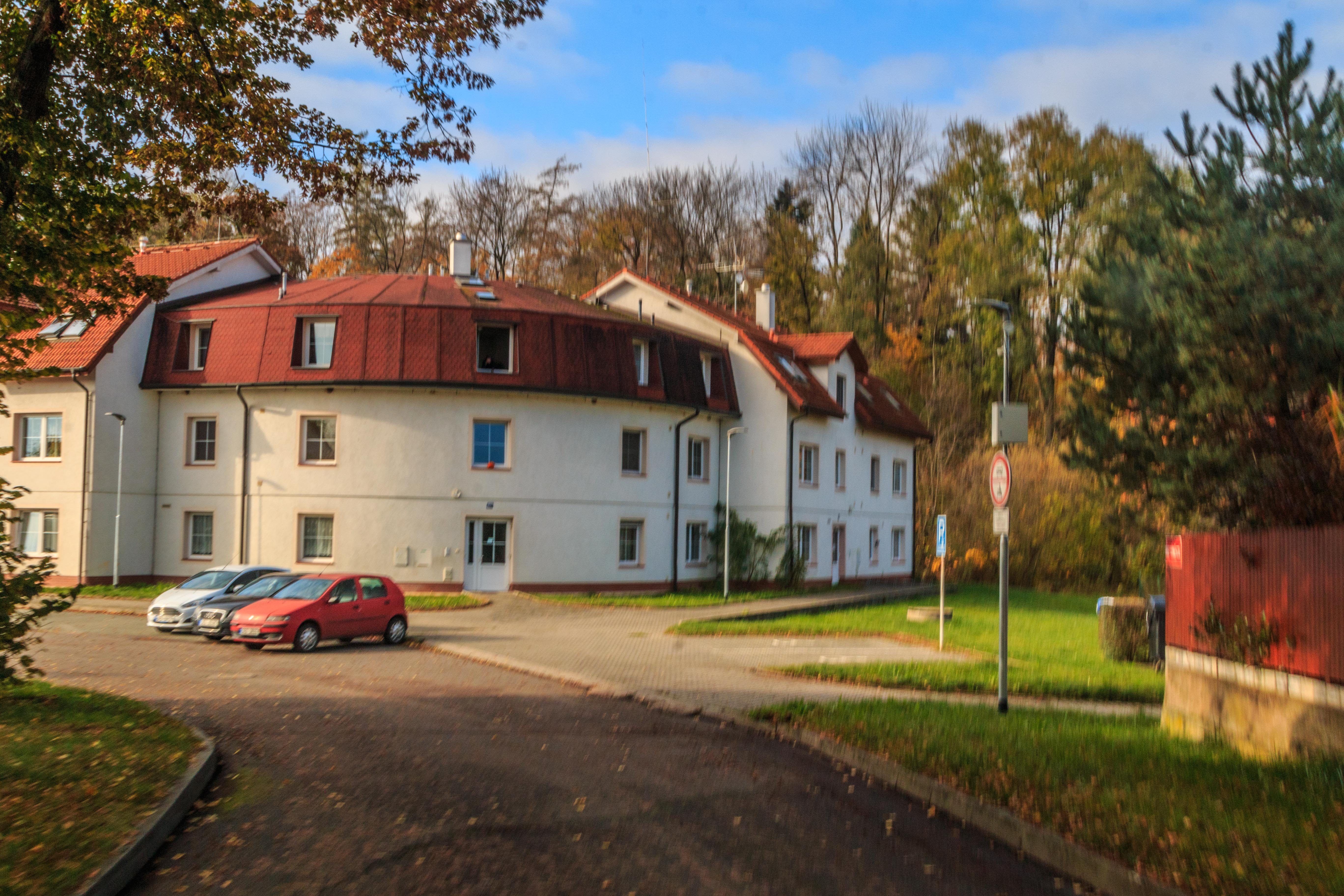
Slatiňany : vieille place.
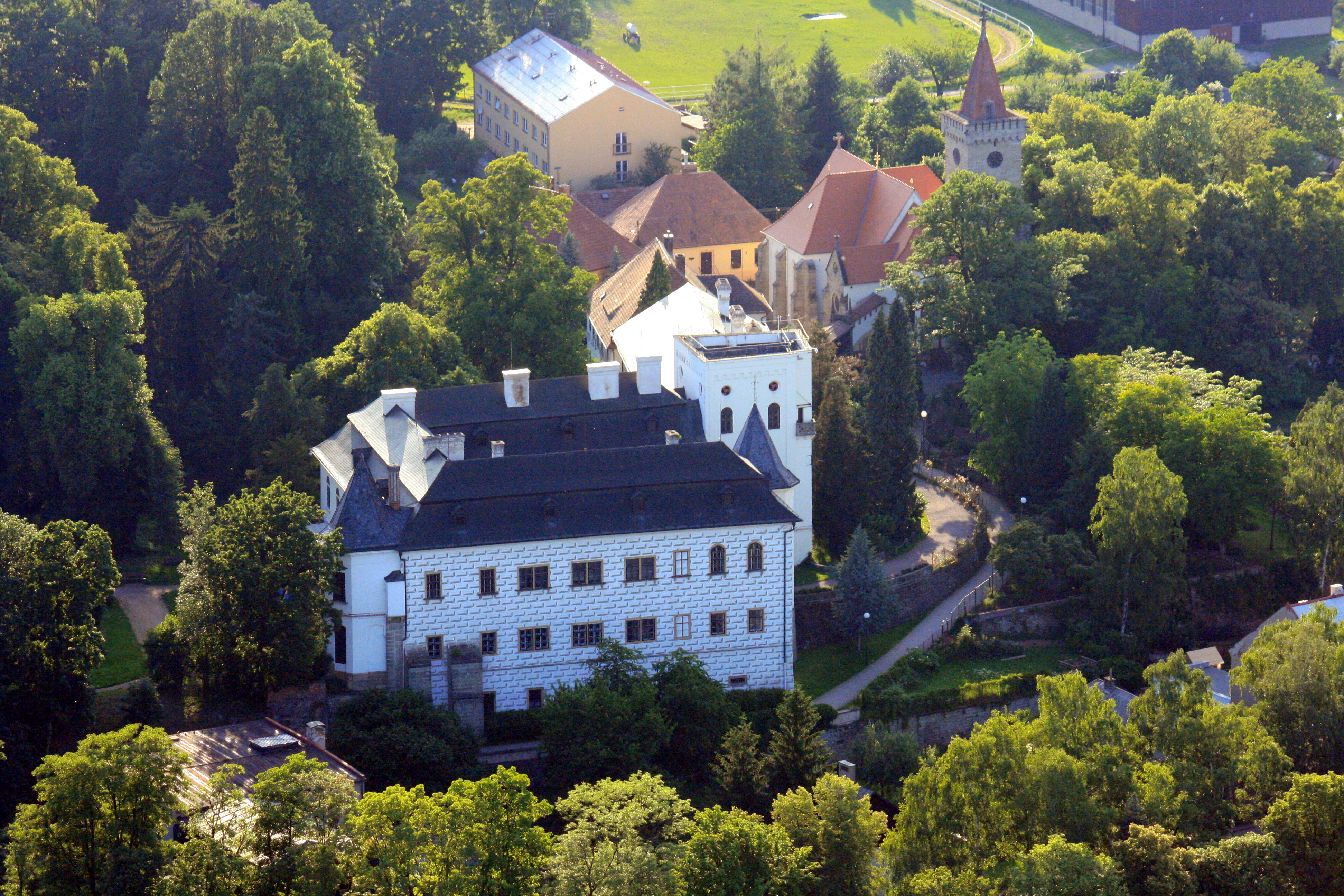
Château de Slatiňany.

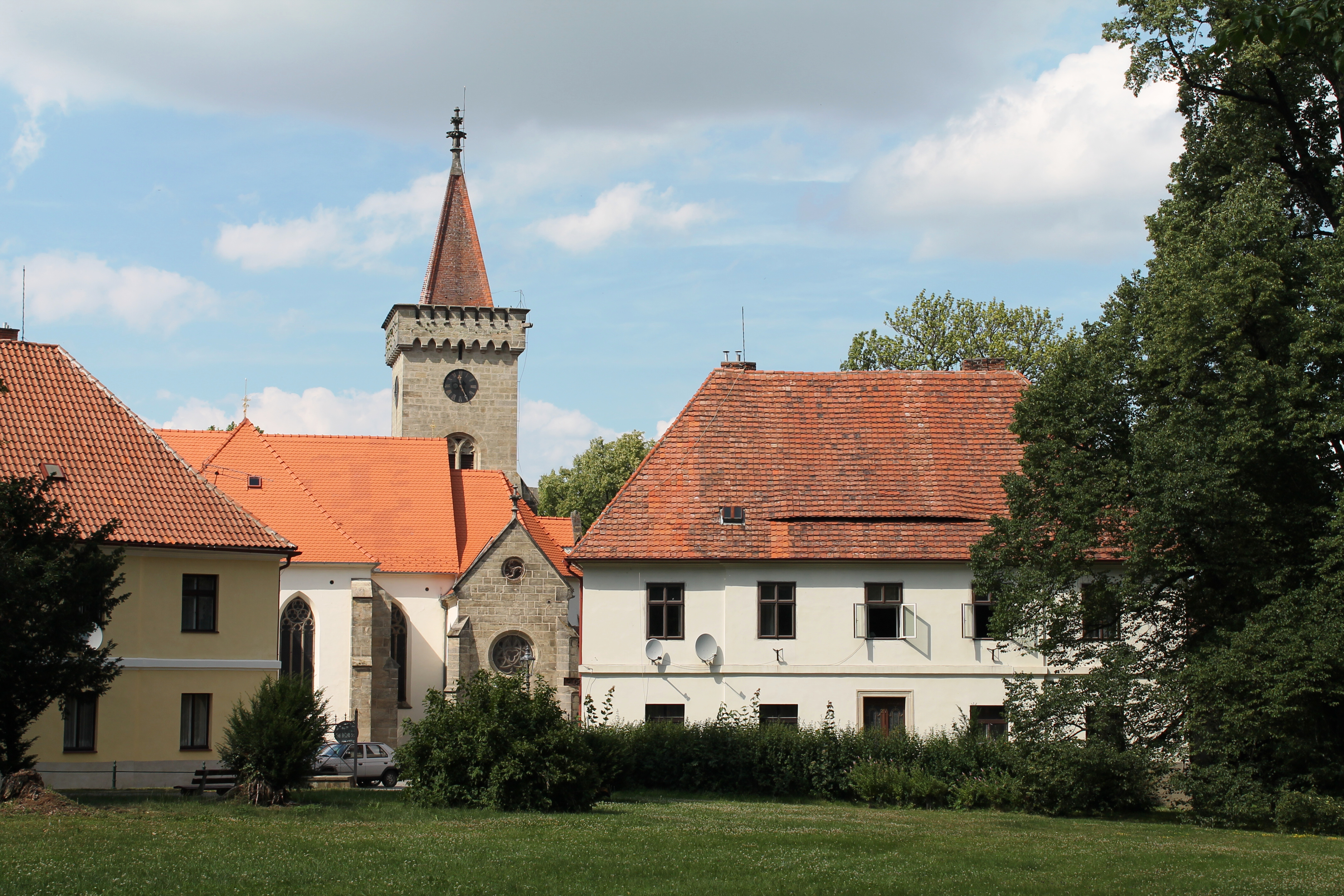
Église Saint-Martin.
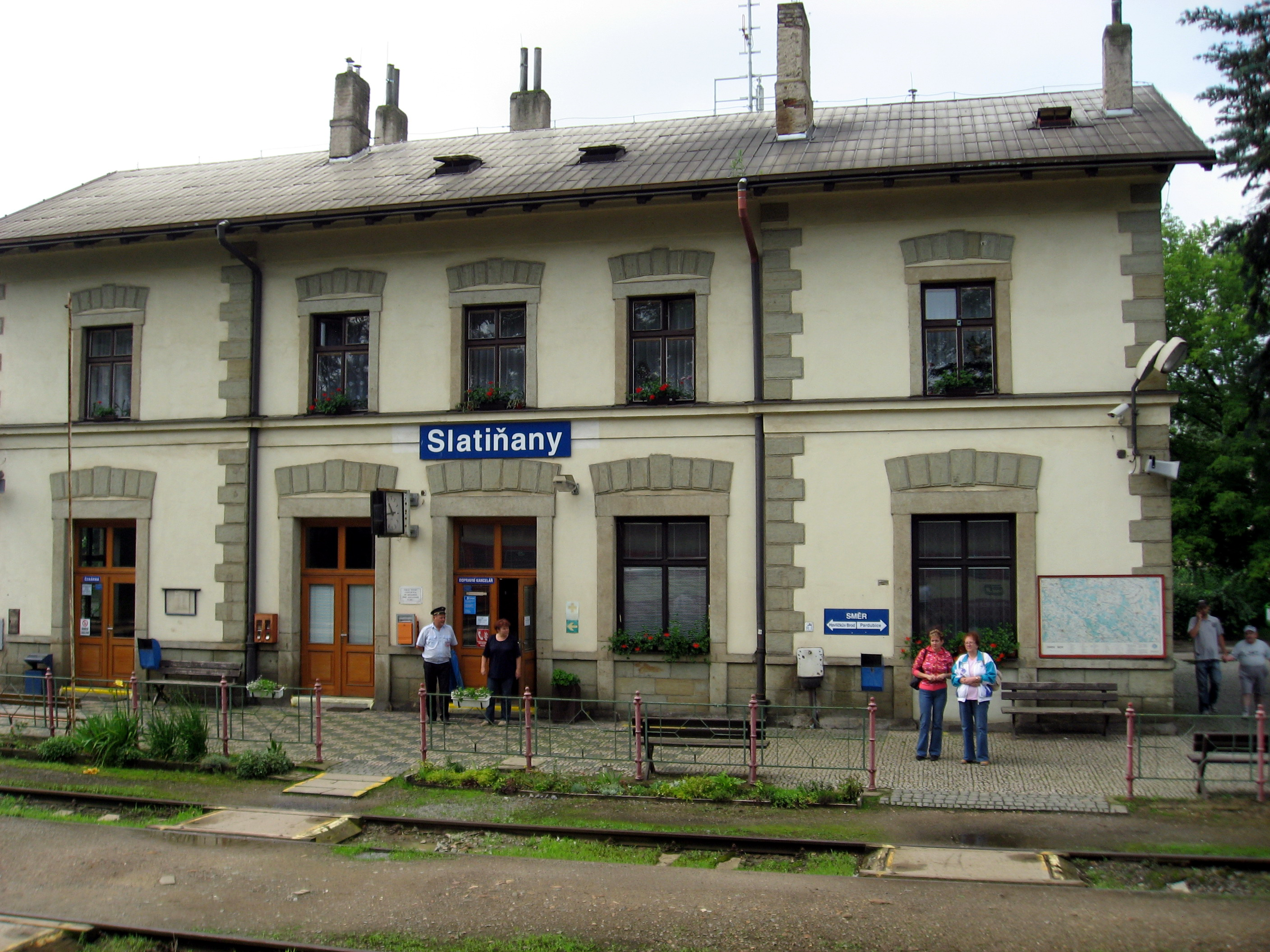
Gare ferroviaire de Slatiňany.

## Transports
Par la route, Slatiňany se trouve à 3,5 km de Chrudim, à 13,5 km de Pardubice et à 101 km de Prague.

## Ville jumelée
- Rorbas (Suisse)